# Apatomyces
Apatomyces — рід грибів родини Laboulbeniaceae. Назва вперше опублікована 1931 року.

## Класифікація
До роду Apatomyces відносять 1 вид:
- Apatomyces laboulbenioides